# Krucemburk
Krucemburk, 1949–1993 Křížová, är en köping i Tjeckien. Den ligger i regionen Vysočina, i den centrala delen av landet, 110 km öster om huvudstaden Prag. Krucemburk ligger 572 meter över havet och antalet invånare är 1 630.